# Cumberland County, Nova Scotia
Cumberland County är ett county i Kanada.   Det ligger i provinsen Nova Scotia, i den östra delen av landet, 900 km öster om huvudstaden Ottawa.
I omgivningarna runt Cumberland County växer i huvudsak blandskog. Runt Cumberland County är det mycket glesbefolkat, med 3 invånare per kvadratkilometer.